# Chorinea amazon
Chorinea amazon är en fjärilsart som beskrevs av Saunders 1858. Chorinea amazon ingår i släktet Chorinea och familjen Riodinidae. Inga underarter finns listade i Catalogue of Life.